# Jacques Barrau

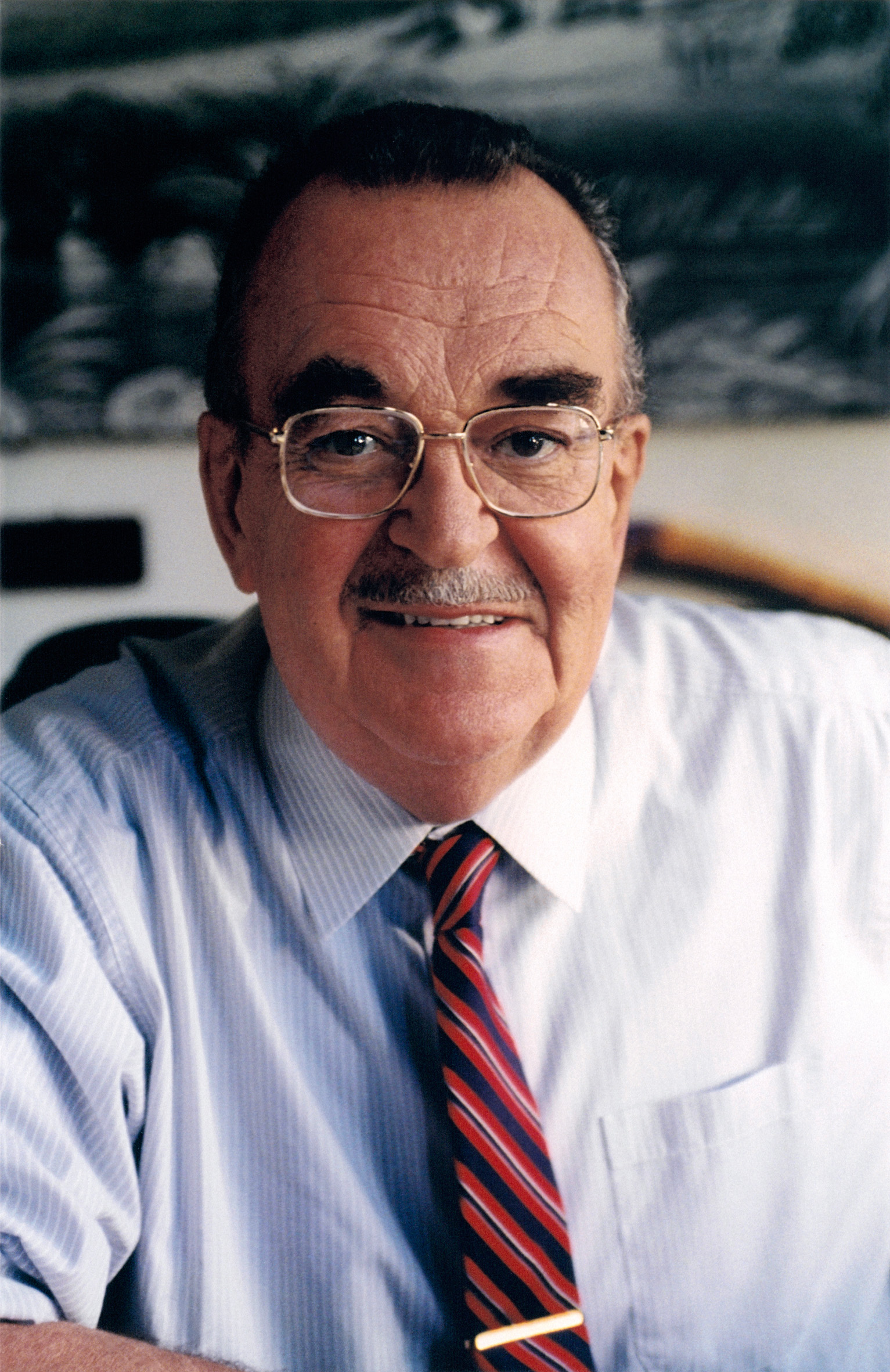
Porträt von Jacques Barrau

Jacques Barrau (* 3. April 1925 in Marseille, Département Bouches-du-Rhône; † 29. Juni 1997 in Paris) war ein französischer Ethnobotaniker, Ethnozoologe und Anthropologe.

## Leben
Barrau war der Sohn einer Kaufmannsfamilie, die sich auf dem Gebiet Neukaledoniens niedergelassen hatte, wo er einen Teil seiner Kindheit verbrachte. 1942 brach er sein Bachelor-Studium der Agronomie und Biologie ab, um sich der „Témoignage chrétien“ (christliche Widerstandsgruppe gegen die NS-Besatzung Frankreichs) sowie der Widerstandsgruppe Combat anzuschließen. 1943 legte er die Prüfung zum Fahrer von landwirtschaftlichen Traktoren ab. 1944 wurde er von der Geheimen Staatspolizei in Toulouse verhaftet, verbrachte einige Zeit im Gefängnis von Compiègne und wurde dann mit dem Todeszug in das KZ Dachau und im Juli des Jahres in das KZ Natzweiler-Struthof deportiert, wo er heimlich Zeichnungen des Lagerlebens sowie der Arbeit in der unterirdischen Fabrik anfertigte. Nach seiner Befreiung im April 1945 wurde Barrau mit dem Rang eines Ehrenhauptmanns der Reserve und einer Militärinvalidenrente demobilisiert. Nach einigen Monaten der Genesung trat er in das landwirtschaftliche Institut der Universität Toulouse ein und begann parallel dazu mit der Vorbereitung auf eine Licence és Sciences. 1946 erhielt Barrau seinen Abschluss als Agraringenieur. Im Jahr darauf schloss er seinen Bachelor an der Universität Aix-Marseille ab, wo er im Labor für allgemeine und tropische Agronomie von Raoul Cerighelli (1893–1986) gearbeitet hatte. 1947 wechselte Barrau in die Agrarverwaltung von Neukaledonien, wo er Studien an Nutzpflanzen betrieb. Bis 1952 war er mit der Leitung des Landwirtschaftsdienstes des Überseeterritorums betraut. Von 1952 bis 1959 war er internationaler Beamter mit Forschungsaufgaben bei der Südpazifikkommission. In der Zwischenzeit hatte er 1957 seine Dissertation mit dem Titel  Les plantes alimentaires de l’Océanie, origines, distribution et usages vor der Universität Aix-Marseille verteidigt. 1962 legte er eine zweite Doktorarbeit mit dem Titel L’Evaluation du dommage causé aux biens dans la responsabilité délictuelle vor. Ab 1959 leitete Barrau als internationaler Beamter die Abteilung für wirtschaftliche Entwicklung der Südpazifikkommission, bevor er von 1964 bis 1965 eine Gastprofessur an der Yale University in den Abteilungen für Anthropologie und Biologie annahm. Im Dezember 1965 trat er als Dozent und stellvertretender Direktor des von Roland Portères geleiteten Ethnobotanik-Labors dem Muséum national d’histoire naturelle bei.
Barrau war seit 1958 freier Mitarbeiter am ehemaligen Lehrstuhl für tropische Agronomie im Jardin des Plantes. Von 1967 bis 1970 war er als technischer Berater im Kabinett des Hochkommissars der Französischen Republik im Pazifik in das Staatsministerium für Überseedepartements und -territorien abgeordnet. 1970 beantragte Barrau seine Wiedereinstellung in seine Position im Muséum national d’histoire naturelle. Er leitete dort die CNRS-Einheit für ethnobotanische und ethnozoologische Forschung und Dokumentation, die er mitbegründet hatte, und lehrte gleichzeitig an der Sorbonne und der École des hautes études en sciences sociales und setzte seine Auslandseinsätze fort. Im Verlauf seiner Forschungsarbeiten besuchte er das tropische Ozeanien, Australien, Neuseeland, die USA, Kanada, Brasilien, Venezuela, Indien, die Philippinen, Syrien, die Zentralafrikanische Republik, die Antillen, die Sowjetunion, Deutschland, Rumänien und andere Länder.
Barrau erforschte zunächst den Ursprung, die Akklimatisation, die medizinische Verwendung und die Mittel zur Steigerung der Vielfalt und Produktion von Nahrungspflanzen in den indo-pazifischen Ländern. Darüber hinaus untersuchte er medizinische und technologisch interessante Pflanzen sowie die Pflanzensymbolik in Ozeanien. Er beschäftigte sich mit Fragen wie der Erhaltung des botanischen Erbes durch Versuchsgärten, der Wahrnehmung der pflanzlichen Umwelt, sozioethnischen Aspekten der ländlichen Entwicklung, Anthropologie der Ernährung, Ökologie menschlicher Gesellschaften, Inventarisierung pflanzlicher Ressourcen, Geschichte, Nomenklatur und Domestikation von Pflanzen. Schließlich befasste er sich auch mit der Ethnozoologie, insbesondere mit der Domestikation von Tieren wie der Schweinezucht in der Provence.
Zu seinen zahlreichen Veröffentlichungen gehören u. a. Les Plantes alimentaires de l’Océanie, origines, distribution et usages (1957), Histoire et préhistoire horticoles de l’Océanie tropicale (1965), Jardins botaniques et d’essais aux îles françaises de la Mer du Sud (1966), De l’homme meilleur à l’homme cultivateur: l’exemple océanien (1967), La Révolution néolithique: domestication des plantes et des animaux (1974–1975), Anthropologie et science de la nature (1981), Les Hommes et leurs aliments: esquisse d’une histoire écologique et ethnologique de l’alimentation (1983) und Les Plantes fruitières et légumières dans l’histoire du Jardin des plantes (1991).
Barrau wurde 1981 Professor am Muséum national d’histoire naturelle. 1992 war er aktiv an der Organisation der Ausstellung Des fruits et des légume beteiligt. Er übte zudem museologische Tätigkeiten in Nouméa, Brantes oder auf den Antillen aus.
Barrau war mit Alice Peeters verheiratet. Er erlag am 2. Juli 1997 den Folgen einer schweren Krankheit.

## Auszeichnungen
- 1945: Croix de guerre 1939–1945 in Bronze
- 1945: Médaille de la Résistance
- 1955: Große Bronzemedaille der Société nationale d’acclimatation de France für seine Forschungen über die Nahrungspflanzen Melanesiens.
- 1959: Ritter im Orden vom Schwarzen Stern
- 1961: Offizier des Ordre du Mérite agricole
- 1963: Prix Henri Martel der Académie nationale de médecine, gemeinsam mit Émile Massal, für ihre Forschungen über die ernährungswissenschaftlichen Aspekte des Verzehrs von pflanzlichen Nahrungsmitteln, die bei den Ozeaniern üblich sind.
- 1966: Ritter des Ordre national du Mérite
- 1981: Silbermedaille des CNRS für sein Gesamtwerk und für seine Aktivitäten zur Förderung interdisziplinärer Forschung über die Beziehungen zwischen menschlichen Gesellschaften und ihrer Umwelt.
- 1981: Ritter des Ordre des Palmes Académiques
- 1983: Internationaler Literaturpreis der Fédération internationale de la presse gastronomique für sein Werk Les Hommes et leurs aliments.
- 1984: Offizier der Ehrenlegion
- 1994: Internationaler Cosmos-Preis für seine Arbeiten über die Beziehungen zwischen den menschlichen Gesellschaften und der Natur. Der Preis wurde ihm am 25. Oktober 1994 an der Universität der Vereinten Nationen in Shibuya, Präfektur Tokio, in Anwesenheit des Kronprinzen von Japan und der japanischen Regierung überreicht.
- 1995: Trophäe für den Agraringenieur des Jahres 1995, verliehen an der École nationale supérieure agronomique des Institut national polytechnique in Toulouse.

André Guillaumin benannte 1954 die Feigenart Ficus barraui von Neukaledonien zu Ehren von Jacques Barrau.